# 佐敦·史賓斯
佐敦·占士·史賓斯（英語：Jordan James Spence，1990年5月24日—）是一名英格蘭足球運動員，司職後衛，現已退役。他曾以隊長身份帶領各級英格蘭青年隊參加國際賽。他的妻子是英國女演員娜歐蜜·史考特。

## 生平

### 球會
韋斯咸
史賓斯在倫敦東北部的伍德福德（Woodford）出生，就讀於埃塞克斯郡的「奇格韦尔学校」（Chigwell School）。2004年時年僅14歲加盟韋斯咸，2005年10月8日首次代表青年隊在青年超級聯賽上陣，並於2006年4月簽署合約成為全職青訓學院球員，4月4日為預備隊在預備組超級南部聯賽首次上陣，主場0-3不敵屈福特以後補身份登場。史賓斯成為韋斯咸青年隊及預備隊的主將，2007年11月6日在預備組超級南部聯賽主場2-2賽和阿仙奴射入個人首個入球。2008/09年球季開始獲提升上一隊擔任沒有上陣的後補球員。2010年1月獲委任為預備隊的隊長，同月20日主場1-1賽和樸茨茅夫再有1球進帳。5月9日獲派首次為一隊在英超上陣，於主場1-1賽和曼城在賽事末段的86分鐘入替迪亞文迪。
外借奧連特
在為韋斯咸一隊處子登場之前，史賓斯已在2008年11月29日為英甲球會奧連特在英格蘭足總盃第二圈對巴拉福特取得首次上陣機會，他剛於四日前以借用身份加盟，他於2009年1月5日返回烏普頓公園，原以為這場是他為奧連特唯一上陣的賽事，但他於1月23日獲外借重返奧連特直至球季結束，1月24日作客1-2負於斯肯索普是他首次在聯賽上陣。期間合共為奧連特上陣21場賽事。
外借斯肯索普
2009年8月17日史賓斯再獲借用到剛升班英冠的斯肯索普，初步為期1個月，隨即於翌日首次為球隊披甲上陣，於主場0-2負於米杜士堡。8月29日史賓斯獲續借用至2010年1月1日，12月底韋斯咸提前召回史賓斯，期間合共為斯肯索普上陣11場。
外借布里斯托城
2011年3月3日史賓斯被外借到英冠球會布里斯托城，初步為期28日，預計會續借用到球季結束，3月30日於上陣4場後獲正式延長借用至球季結束。5月3日由於母會後防傷兵問題嚴重，於是啟動24小時召回條款，在英冠尚餘一輪提前返回韋斯咸，期間合共為布里斯托城上陣11場。
史賓斯與母會在2011年夏季簽訂三年新約，於2011年8月3日再被外借返回布里斯托城，為期一個球季。
外借錫周三
2013年8月31日，英冠錫周三向韋斯咸緊急借用史賓斯至2013年9月28日。
米爾頓凱恩斯
2013年10月24日，英甲米爾頓凱恩斯獲韋斯咸同意借用史賓斯28天至2013年11月中。及後於2014年8月正式加盟。

### 國家隊
2004年11月26日史賓斯首次代表英格蘭U16出戰蘇格蘭，2005年11月時年僅15歲以隊長身份帶領球隊贏得勝利盾；2006年8月在法罗群岛參加「北歐足球邀請賽」（Nordic Tournament），於分組賽第二場取得入球，協助球隊在4隊中脫穎而出首名出線，但在托爾斯港舉行的決賽不敵丹麥屈居亞席。史賓斯代表英格蘭U16上陣8場。    
2007年獲英格蘭U17教練約翰·比確（John Peacock）挑選入伍備戰2007年歐洲U-17足球錦標賽第二輪精英外圍賽，同組球隊包括塞爾維亞、阿塞拜疆及波斯尼亞和黑塞哥維那，英格蘭3戰全勝取得在比利時舉行的決賽週入場劵。英格蘭在分組賽2勝1和力壓主辦國比利時取得首名出線並獲得在南韓舉行的世少盃參賽資格，準決賽憑摩西斯的入球1-0淘汰法國，但在決賽被西班牙的保贊一箭定江山而失落冠軍錦標，史賓斯出席全部5場賽事。
2007年8月史賓斯以隊長身份領軍出戰世少盃，英格蘭U17在分組賽3戰2勝1和，於分組賽最後一場在高陽市對巴西，史賓斯於完場前受傷補時射入奠勝球，以2-1反勝對手鎖定首名出線資格，是英格蘭歷來首次在國際足協舉辦的競賽擊敗巴西；16強淘汰賽英格蘭輕鬆以3-1擊敗叙利亞，但半準決賽以1-4遭德國淘汰出局。史賓斯代表英格蘭U17上陣多達24場。
2007年11月20日史賓斯帶上英格蘭U18隊長臂章帶領球隊友賽主場2-0擊敗到訪的加納。同年10月14日他已首次代表英格蘭U19在6-0擊敗羅馬尼亞的一仗上陣。於2008年4月16日主場2-0擊敗奧地利後，英格蘭U18在2007/08年季度保持不敗，史賓斯代表英格蘭U18上陣兩場。
2008/09年球季史賓斯繼續為英格蘭U19四出征戰，於2009年歐洲U-19足球錦標賽首輪外圍賽以次名出線，次輪精英外圍賽則順利取得首名參賽在烏克蘭舉行的決賽週，但他沒有入選決賽週的大軍名單，史賓斯代表英格蘭U19上陣9場。
史賓斯獲提升上英格蘭U21，2011年3月28日主場1-2負於冰島首次披甲後補上陣。

## 外部連結
- 足球数据库：佐敦·史賓斯的球员统计数据
- 奧連特官網簡歷
- 韋斯咸官網簡歷